# Prostorová kompozice
Prostorová kompozice se zabývá skladbou vnějších prostor (exteriéry), jako jsou například parky, ulice, náměstí, sídliště apod., nebo vnitřní prostory (interiéry), kam patří mimo jiné vestibul, sál či obývací místnosti. Prostorová kompozice je náplní architektonické tvorby.

## Kompozice
- Plošná kompozice
- Hmotová kompozice